# روبی (زبان برنامه‌نویسی)
روبی (به انگلیسی: Ruby) یک زبان برنامه‌نویسی انعطاف‌پذیر، وب،تست نفوذ، پویا و شیءگرا است. روبی ویژگی‌های نگارشی پرل و شی گرایی اسمال‌تاک را با هم در خود دارد. زبان روبی در سال‌های میانی دهه ۱۹۹۰ توسط یوکیهیرو ماتسوموتو در ژاپن اختراع شد. ویژگی‌های گوناگون زبان‌های پرل، لیسپ، اسمال‌تاک و آیفل الهام‌بخش ماتسوموتو در ساخت روبی بودند.
زبان روبی پارادایم‌های گوناگون برنامه‌نویسی از جمله برنامه‌نویسی تابعی، شیء گرا و بازتابی را پشتیبانی می‌کند، دارای گزاره‌ها و متغیرهای پویا و مدیریت حافظه خودکار است.
نسخه فعلی این زبان روبی ۲٫۳٫۳ است که به زبان سی و به صورت زبانی با مفسر تک‌گذره پیاده‌سازی شده‌است.
تا سال ۲۰۱۰، گونه‌های مختلفی از زبان روبی توسعه یافته‌اند که از میان آن‌ها می‌توان به جی‌روبی، روبینوس، مک‌روبی، آیرن‌روبی و هات‌روبی، ام روبی اشاره کرد.

## تاریخچه
زبان روبی رسماً در روز ۲۴ فوریه ۱۹۹۳ (۵ اسفند ۱۳۷۱) توسط یوکیهیرو ماتسوموتو معرفی شد. او دنبال ساخت زبانی بود که امکانات متعادلی برای برنامه‌نویسی تابعی و برنامه‌نویسی دستوری برای برنامه‌نویس فراهم آورد. ماتسوموتو دربارهٔ انگیزه‌اش برای ساخت روبی می‌گوید: «در جستجوی زبانی بودم که از پایتون شیءگراتر و از پرل قدرتمندتر باشد. برای همین تصمیم گرفتم خودم آن را بسازم».

### نام «روبی»
یوکیهیرو ماتسوموتو و همکارش دو نام «روبی» و «کورال» را برای این زبان جدید برگزیده بودند. از آنجاییکه نام کورال پیش از آن برای یکی از زبان‌های برنامه‌نویسی بریتانیایی انتخاب شده بود(کورال)، نام «روبی» به عنوان نام نهایی برگزیده شد. ماتسوموتو گفته که یکی از دلایل انتخاب نام «روبی» این بود که یاقوت (به انگلیسی: Ruby) نشان ماه تولد یکی از همکاران وی بوده‌است.

### اولین انتشار
نخستین ویرایش روبی با عنوان روبی ۰٫۹۵ در ۲۱ دسامبر ۱۹۹۵ (میلادی) (۳۰ آذر ۱۳۷۴) روی یکی از شبکه‌های تخصصی اینترنتی در ژاپن منتشر شد. پس از آن، سه ویرایش دیگر رویی در ظرف دو روز انتشار یافتند. در همین دوره نخستین لیست پست الکترونیک برای روبی در ژاپن براه افتاد.

### روبی ۱٫۰
نخستین نسخه اصلی روبی با عنوان روبی ۱٫۰ در ۲۵ دسامبر ۱۹۹۶ (۵ دی ۱۳۷۵) منتشر شد. پس از انتشار روبی ۱٫۳ در سال ۱۹۹۹، نخستین لیست پست الکترونیک به زبان انگلیسی آغاز بکار کرد. در سپتامبر سال ۲۰۰۰ نخستین کتاب راهنمای برنامه‌نویسی به زبان روبی به انگلیسی به چاپ رسید که به افزایش محبوبیت این زبان در کشورهای مختلف کمک کرد.

### روبی ۱٫۹٫۱
جدیدترین نسخه پایدار روبی، نسخهٔ ۱٫۹٫۱ است که نسبت به نسخهٔ پیشین (۱٫۸٫۶) چند تغییر عمده در خود دارد. از جمله تغییرات مهم می‌توان به افزودن متغیرهای محلی در «بلوک»‌های روبی، و امکان تنظیم کدگذاری رشته‌ها به صورت مستقل از هم اشاره کرد.

### روبی ۲٫۰
پس از نسخه ۱٫۹ نسخهٔ ۲٫۰ منتشر خواهد شد.
از اکتبر ۲۰۱۱ برنامه‌ریزی شده‌است که کدهای روبی در اکتبر ۲۰۱۲ فریز شود و در فوریه ۲۰۱۲ منتشر شود.

### روبی ۲٫۱
نسخه ۲٫۱ در کریسمس سال ۲۰۱۳ منتشر شد. این بروزرسانی شامل، افزایش سرعت، و به روزرسانی کتابخانه‌ها، و تعمیر باگ، بود.
در ۲۱ آپریل ۲۰۱۷، اعلام شد که دیگر از این نسخه پشتیبانی نمی‌شود.

### روبی ۲٫۴
روبی ۲٫۴٫۰ در کریسمس سال ۲۰۱۶ منتشر شد و تغییرات قابل توجه عبارتند از:
- اتصال #irb: شروع یک جلسه REPL مشابه اتصال .pry
- یکی کردن Fixnum و Bignum به کلاس عدد صحیح(Integer)
- String supports Unicode case mappings, not just ASCII
- a new method, Regexp#match?, which is a faster boolean version of Regexp#match
- Thread deadlock detection now shows threads with their backtrace and dependency

شاخه ۲٫۴ همچنین شامل بهبود عملکرد هش جدول، آرایه#حداکثر، آرایه#دقیقه و به عنوان مثال دسترسی متغیرها است.

### روبی ۲٫۵
روبی ۲٫۵٫۰ در کریسمس سال ۲۰۱۷ منتشر شد. چند تغییر قابل توجه، شامل موارد زیر است:
- rescue and ensure statements automatically use a surrounding do-end block (less need for extra begin-end blocks)
- Method-chaining with yield_self
- Support branch coverage and method coverage measurement
- Easier Hash transformations with Hash#slice and Hash#transform_keys

On top of that come a lot of performance improvements like faster block passing (3 times faster), faster Mutexes, faster ERB templates and improvements on some concatenation methods.

### روبی ۲٫۶
روبی ۲٫۶٫۰ در کریسمس سال ۲۰۱۸ منتشر شد. چند تغییر قابل توجه، شامل موارد زیر است:
- JIT (experimental)
- RubyVM::AbstractSyntaxTree (experimental)

### روبی ۲٫۷
روبی ۲٫۷٫۰ در کریسمس سال ۲۰۱۹ منتشر شد. چند تغییر قابل توجه، شامل موارد زیر است:
- Pattern Matching (experimental)
- REPL improvement
- Compaction GC
- Separation of positional and keyword arguments

### روبی ۳٫۰
روبی ۳٫۰٫۰ در کریسمس سال ۲۰۲۰ منتشر شد. چند تغییر قابل توجه، شامل موارد زیر است:
- Performance
  - MJIT
- Concurrency
  - Ractor
  - Fiber Scheduler
- Typing (Static Analysis)
  - RBS
  - TypeProf

## جدول نسخه‌ها
| نسخه                                                                                               | آخرین نسخه کوچک | تاریخ انتشار اولیه | پایان مرحله پشتیبانی | پایان فاز نگهداری امنیتی |
| -------------------------------------------------------------------------------------------------- | --------------- | ------------------ | -------------------- | ------------------------ |
| ۱٫۰                                                                                                | ن/م             | ۱۳۷۵٫۱۰٫۰۵         | ن/م                  | ن/م                      |
| ۱٫۸                                                                                                | ۱٫۸٫۷-پی۳۷۵     | ۱۳۸۲٫۰۵٫۱۳         | ۱۳۹۱٫۰۴٫۱۰           | ۱۳۹۳٫۰۴٫۱۰               |
| ۱٫۹                                                                                                | ۱٫۹٫۳-پی۵۵۱     | ۱۳۸۶٫۱۰٫۰۴         | ۱۳۹۲٫۱۲٫۰۴           | ۱۳۹۳٫۱۲٫۰۴               |
| ۲٫۰                                                                                                | ۲٫۰٫۰-پی۶۴۸     | ۱۳۹۱٫۱۲٫۰۶         | ۱۳۹۳٫۱۲٫۰۵           | ۱۳۹۴٫۱۲٫۰۵               |
| ۲٫۱                                                                                                | ۲٫۱٫۱۰          | ۱۳۹۲٫۱۰٫۰۴         | ۱۳۹۵٫۰۱٫۱۱           | ۱۳۹۶٫۰۱٫۱۰               |
| ۲٫۲                                                                                                | ۲٫۲٫۱۰          | ۱۳۹۳٫۱۰٫۰۴         | ۱۳۹۶٫۰۱٫۰۸           | ۱۳۹۷٫۰۱٫۱۱               |
| ۲٫۳                                                                                                | ۲٫۳٫۸           | ۱۳۹۴٫۱۰٫۰۴         | ۱۳۹۷٫۰۳٫۳۰           | ۱۳۹۸٫۰۱٫۱۱               |
| ۲٫۴                                                                                                | ۲٫۴٫۱۰          | ۱۳۹۵٫۱۰٫۰۵         | ۱۳۹۸٫۰۱٫۱۲           | ۱۳۹۹٫۰۱٫۱۳               |
| ۲٫۵                                                                                                | ۲٫۵٫۸           | ۱۳۹۶٫۱۰٫۰۴         | ن/م                  | ن/م                      |
| ۲٫۶                                                                                                | ۲٫۶٫۶           | ۱۳۹۷٫۱۰٫۰۴         | ن/م                  | ن/م                      |
| ۲٫۷                                                                                                | ۲٫۷٫۲           | ۱۳۹۸/۱۰/۰۴         | ن/م                  | ن/م                      |
| ۳٫۰                                                                                                | ۳٫۰٫۰           | ۱۳۹۹/۱۰/۰۵         | ن/م                  | ن/م                      |
| ایجاز:نگارش قدیمینگارش قدیمی‌تر، هنوز پشتیبانی می‌شودنگارش پایدار جاریآخرین نگارش پیش‌نمایشانتشار آتی |                 |                    |                      |                          |

## چهارچوب‌های نرم‌افزاری
1. روبی آن ریلز چهارچوب محبوب و مورد علاقهٔ اکثر برنامه نویسان روبی است که در سال ۲۰۰۵ توسط آقای David Heinemeier Hansson یا به اختصار DHH بنیان‌گذاری شد، به‌طور دیگر می‌توان گفت اکثر برنامه‌نویسان توسط ریلز به روبی کشیده شده‌اند! نام‌های «روبی» و «روبی آن ریلز» آنقدر با هم استفاده شده‌اند که برای بسیاری شاید تفاوت این دو روشن نباشد.
2. سیناترا یکی دیگر از فریمورک‌های قدرتمند روبی است که ساختار بسیار سبک‌تری نسبت به روبی آن ریلز دارد و ساختار پایه‌ای آن شامل مدیریت کردن مسیرها است (نکته: اما در صورت نیاز می‌توان بسته‌های روبی آن ریلز را در آن وارد کرد). سیناترا توسط Blake Mizerany ساخته شده و از معماری MVC برخوردار است.
3. پادرینو یک چهارچوب کوچک با توابع کمکی بسیار کاربردی است. یکی از مهم‌ترین مزایای پادرینو، داشتن generator است که به توسعه نرم‌افزار کمک شایانی می‌کند.

## فلسفه

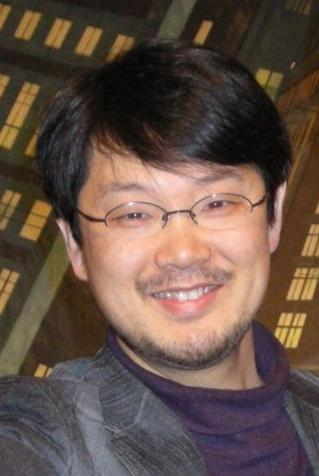
تصویر یوکیهیرو ماتسوموتو خالق زبان برنامه نویسی ruby

سازنده زبان روبی یوکیهیرو ماتسوموتو می‌گوید روبی برای افزایش توان تولید و تفریح برنامه‌نویسان طراحی شده‌است و از اصل رابط کاربری خوب پیروی می‌کند. او تأکید می‌کند که طراحی سامانه‌ها باید بیشتر روی نیاز انسان‌ها متمرکز باشد تا رایانه‌ها.
اغلب مردم، به ویژه برنامه‌نویسان، روی ماشین‌ها تمرکز می‌کنند. آن‌ها فکر می‌کنند «با انجام این کار ماشین‌ها سریعتر می‌شوند، ماشین‌ها در اجرا موثرتر می‌باشند و…» آن‌ها بر ماشین تمرکز می‌کنند، اما در حقیقت ما نیاز داریم که به انسان‌ها توجه کنیم، اینکه چگونه آن‌ها به برنامه‌نویسی توجه دارند یا چگونه به اجرای برنامه‌های ماشین دقت می‌کنند.
روبی برای تعقیب هدف کمترین غافلگیری بیان شدبه این معنی که زبان باید طوری رفتار کند که کمترین گیج‌کنندگی را برای استفاده‌کننده‌های آن داشته باشد. ماتسوموتو همچنین اظهار می‌دارد که هدف اولین طراحی او درست کردن زبانی که خودش از آن لذت ببرد بود. این کار با کم کردن کار برنامه‌نویس و ابهامات منطقی می‌باشد. اما کمترین غافلگیری هنوز خیلی به بیان زبان برنامه‌نویسی روبی نزدیک است.
افراد ناشی شاید این را به این معنا تعبیر کنند که رفتارهای روبی سعی در متصل کردن اشتراکات رفتارهای دیگر زبان‌ها را دارد.
در بحث ماه مه ۲۰۰۵ در روزنامه "کامپ. لنگ. روبی" ماکسوموتو تلاش کرد که روبی را از حداقل غافلگیری دور کند. توضیح اینکه هر شانس طراحی بعضی‌ها را متعجب می‌کند.

او از استاندارد خود برای ارزیابی غافلگیری استفاده کرد. ماتسوموتو این را در یک گزارش مطرح ساخت.
همه یک پیشینه شخصی دارند، بعضی‌ها از جانب پایتون می‌آیند بعضی‌های دیگر از پرل و آن‌ها ممکن است از بعضی از جنبه‌های متفاوت زبان غافلگیر شوند. سپس آن‌ها به من می‌گویند ما از بعضی از جنبه‌های زبان غافلگیر شدیم، بنابرین روبی قانون کمترین غافلگیری را زیر پا گذاشته‌است. صبر کنید… هدف کمترین غافلگیری فقط برای شما نیست. این هدف به معنای کمترین غافلگیری ممکن برای بیان من می‌باشد. این به معنای کمترین غافلگیری بعد از آموزش کامل زبان است.

برای مثال من قبل از اینکه روبی را طراحی کنم یک برنامه‌نویس سی پلاس پلاس بودم. من منحصراً دو، سه سال در سی پلاس پلاس برنامه نوشتم و بعد از دو سال برنامه‌نویسی با آن، هنوز مرا متعجب می‌کرد.

## معنی‌شناسی
روبی شی گراست: همه انواع داده شی هستند، از جمله کلاس‌ها و خیلی از انواع داده‌ای که به‌طور معمول در بقیه زبان‌ها نیز هست مانند داده صحیح، دودویی و…. تابع به صورت متد است. روبی ارث‌بری را با فرستادن پویا و متدهای یکتا پشتیبانی می‌کند (متعلق به، تعریف شده برای، یک نمونه تک به جای تعریف شدن در کلاس). همچنین روبی از ارث بری چندگانه پشتیبانی می‌کند. نحو رویه‌ای پشتیبانی می‌شود، اما همهٔ متدها که خارج از حوزه یک شی خاص تعریف می‌شوند همه آن در حقیقت متدهای شی یک کلاس هستند. تا زمانی که این کلاس والد کلاس دیگر است تغییرات برای همه کلاس‌ها و شی‌ها ممکن است. روبی به عنوان یک زبان برنامه‌نویسی چند مدلی تشریح شده. در روبی اجازهٔ برنامه‌نویسی رویه‌ای، شیءگرا و تابعی داده شده.
بر طبق سوالات متداول روبی «اگر تو به پرل علاقه‌مند باشی روبی را هم دوست خواهی داشت و می‌توانی از نحو آن استفاده کنی. اگر اسمالتالک را دوست داری روبی را هم دوست خواهی داشت و می‌توانی از معنای آن لذت ببری و اگر طرفدار پایتون هستی تو ممکن است تفاوت عمده‌ای بین پایتون و روبی پیدا کنی یا که نه.»

## امکانات
- کاملاً شی گرا
- داینامیک
- نحو کوتاه و انعطاف‌پذیر
- چهار سطح از حوزه دید متغیر شامل: global, class ,instance ,local
- مدیریت استثناء
- پشتیبانی از iterators و closures (بر اساس تبادل بلوک‌های کد)
- پشتیبانی محلی از regular expressions (شبیه پرل) در سطح زبان
- سربارگزاری عملگرها
- جمع‌آوری زباله خودکار
- قابلیت حمل بالا
- در همه سیستم‌عامل اصلی پیاده‌سازی
- پردازش استثناء
- سربار اپراتور
- پشتیبانی شراکتی از multi-threading در تمام پلتفرم‌های با استفاده از green threads
- پشتیبانی کامل از یونیکد و رمزنگاری‌های شخصیت چند گانه (از نسخه ۱٫۹)
- کتابخانه‌های اشتراکی/DLL در اکثر پلتفرمها
- introspection, reflection و meta-programming
- اتصال بومی APIها در C
- پوسته تعاملی روبی (REPL)
- بسته مدیریت متمرکز از طریق RubyGems
- کتابخانه استاندارد بزرگ
- پشتیبانی از تزریق نیازمندی
- continuations و generators

### تعامل
توزیع استاندارد روبی دارای یک مفسر تعاملی خط فرمان بنام irb است که می‌تواند برای آزمایش سریع کد بکار رود. یک نشست با این برنامه تعاملی به صورت زیر است:
```
 
$
 
irb

 
irb
(
main
):
001
:
0
>
 
puts
 
"Hello, World"

 
Hello
,
 
World

=>
 
nil

 
irb
(
main
):
002
:
0
>
 
1
+
2

 
=>
 
3

```

همچنین وجود ماژول readline به کاربر امکان استفاده از shellهای مختلف را با پشتیبانی از تاریخچه تغییرات می‌دهد.
```
  
Readline
.
readline
(
''
,
 
true
)
 
# param true means ~  "enable history"

```

## سینتکس
سینتکس روبی بسیار شبیه سینتکس پرل و پایتون است. اعلان کلاس‌ها و متدها توسط کلمات کلیدی انجام می‌شود. در مقایسه با پرل متغیرها الزاماً با یک علامت خاص شروع نمی‌شوند. (وقتی از چنین علائمی استفاده شود علامت حوزه دید متغیر را تغییر می‌دهد) بارزترین تفاوت روبی از سی و پرل آنست که کلمات کلیدی (بجای براکت) برای تعریف بلوک‌های کد استفاده می‌شوند. سطر جدید به‌عنوان پایان یک جمله بکار برده می‌شود در عین حال که برای اینکار می‌توان از یک سمی کالون (;) نیز استفاده کرد. تورفتگی‌ها معنی خاصی ندارند (برعکس پایتون).
نمونه‌هایی از سینتکس روبی را می‌توانید در بخش مثال‌ها ببینید.

## چیزهای غافلگیرکننده
با وجود اینکه طراحی روبی بر اصل عدم غافلگیری استوار است، به‌طور طبیعی برخی امکانات آن از زبان‌هایی مانند سی و پرل متفاوت است:
- نام‌هایی که با حرف بزرگ شروع می‌شوند به عنوان ثابت (constant) در نظر گرفته می‌شوند، بنابراین متغیرهای محلی بایستی با حروف کوچک آغاز شوند.
- به منظور وضوح مقادیر اعشاری (float)، بایستی با یک صفر بعد از نقطه مشخص شوند (۹۹٫۰) یا اینکه از یک تبدیل صریح (99.to_f) استفاده شود. تنها اضافه کردن یک نقطه بعد از عدد (.۹۹) کافی نیست زیرا در این حالت اعداد مستعد پذیرش به‌عنوان یک متد هستند.
- مقادیر بولین اطلاعات غیر بولین سخت گیرانه هستند: ۰، “” و [] برابر با true هستند. در سی عبارت ۰: ۱ ? ۰ برابر با صفر (همان false) است درحالی‌که در روبی نتیجه آن ۱ است زیرا تمام اعداد برابر true هستند و فقط nil و false برابر false هستند. یک نتیجه فرعی از این عمل آنست که در روبی متدها بر طبق قرارداد -- برای مثال یک جستجوی regular-expression – در صورت موفقیت اعداد، رشته‌ها، لیستها یا سایر مقادیر غیر false را برمی‌گردانند، و در صورت شکست nil برمی‌گردانند. این قرارداد در اسمال‌تاک هم بکار می‌رود که تنها اشیاء مخصوص true و false می‌توانند در عبارات بولین استفاده شوند.
- در نسخه‌های ماقبل از ۱٫۹ عدم وجود نوع داده کاراکتر (در مقایسه با سی که نوع داده char را برای کاراکترها داراست) ممکن غافلگیرکننده باشد. در هنگام بریدن رشته‌ها [۰]“abc” مقدار ۹۷ را برمی‌گرداند (یک integer که شماره کد اسکی اولین حرف رشته‌است)، برای به‌دست آوردن “a” باید از [۰٬۱]“abc” (یک زیر رشته بطول ۱) یا "abc"[0].chr استفاده کرد.

در ضمن برخی مسائل در مورد خود زبان برجسته است:
- در مورد سرعت، عملکرد روبی در قیاس با بسیاری از زبان‌های کامپایل شده پایین‌تر است (همانند هر زبان تفسیر شده دیگر) و همچنین در قیاس با زبان‌های اسکریپت‌نویسی اصلی مانند پرل و پایتون همین حالت وجود دارد. هرچند که در نسخه‌های آینده روبی به صورت بایت کد (bytecode) کامپایل خواهد شد و بر روی YARV (خلاصه Yet Another Ruby VM) اجرا خواهد شد. در حال حاضر حافظه بکار رفته در برنامه‌های نوشته شده در روبی کمتر از حافظه بکار رفته در همان برنامه‌ها که با پرل و پایتون نوشته شده‌اند، است.
- حذف پرانتزهای متدها در روبی ممکن است به نتایج غیرمنتظره‌ای در متدهایی با چند آرگومان منتج شود. توجه کنید که توسعه دهندگان روبی اشاره کرده‌اند که حذف پرانتزها در متدهایی با چند آرگومان در آینده ممنوع خواهد شد. در هر صورت حذف پرانتزها در متدهای تک آرگومان توصیه می‌شود.

## مثال‌ها
مثال کلاسیک Hello world:
```
  
puts
 
"Hello World!"

```

مقداری کد اساسی روبی:
```
 
# Everything, including a literal, is an object, so this works:

 
-
199
.
abs
                                       
# 199

 
"ruby is cool"
.
length
                          
# 12

 
"Rick"
.
index
(
"c"
)
                              
# 2

 
"Nice Day Isn't It?"
.
split
(
//
)
.
uniq
.
sort
.
join
  
# " '?DINaceinsty"

```

### Collections
ایجاد و استفاده از یک آرایه:
```
 
a
 
=
 
[
1
,
 
'hi'
,
 
3
.
14
,
 
1
,
 
2
,
 
[
4
,
 
5
]]

 
a
[
2
]
                      
# 3.14

 
a
.
reverse
                 
# [[4, 5], 2, 1, 3.14, 'hi', 1]

 
a
.
flatten
.
uniq
            
# [1, 'hi', 3.14, 2, 4, 5]

```

ایجاد و استفاده از یک هش:
```
 
hash
 
=
 
{
:water
 
=>
 
'wet'
,
 
:fire
 
=>
 
'hot'
}

 
puts
 
hash
[
:fire
]
                  
# Prints:  hot

 
hash
.
each_pair
 
do
 
|
key
,
 
value
|
    
# Or:  hash.each do |key, value|

   
puts
 
"
#{
key
}
 is 
#{
value
}
"

 
end

 
# Prints:  water is wet

 
#          fire is hot

 
hash
.
delete_if
 
{
|
key
,
 
value
|
 
key
 
==
 
water
}
         
# Deletes :water => 'wet'

```

### Blocks and iterators
هر دو سینتکس برای ایجاد یک بلوک کد:
```
 
{
 
puts
 
"Hello, World!"
 
}

==
 
do
 
puts
 
"Hello, World!"
 
end
 
==

```

ارسال پارامتر به یک بلاک تا یک closure شود:
```
 
# In an object instance variable, remember a block.

 
def
 
remember
(
&
b
)

    
@block
 
=
 
b

 
end

 
# Invoke the above method, giving it a block that takes a name.

 
remember
 
{
|
name
|
 
puts
 
"Hello, 
#{
name
}
!"
}

 
# When the time is right (for the object) -- call the closure!

 
@block
.
call
(
"John"
)

 
# Prints "Hello, John!"

```

بازگشت closure از یک متد:
```
 
def
 
foo
(
initial_value
=
0
)

   
var
 
=
 
initial_value

   
return
 
Proc
.
new
 
{
|
x
|
 
var
 
=
 
x
},
 
Proc
.
new
 
{
 
var
 
}

 
end

 
setter
,
 
getter
 
=
 
foo

 
setter
.
call
(
21
)

 
getter
.
call
           
# => 21

```

دادن جریان کنترل یک برنامه به یک بلوک که در هنگام فراخوانی ایجاد شده:
```
 
def
 
a

    
yield
 
"hello"

 
end

 
# Invoke the above method, passing it a block.

 
a
 
{
|
s
|
 
puts
 
s
}
        
# Prints: 'hello'

 
# Perhaps the following needs cleaning up.

 
# Breadth-first search

 
def
 
bfs
(
e
)
                      
# 'e' should be a block.

    
q
 
=
 
[]
                       
# Make an array.

    
e
.
mark
                       
# 'mark' is a user-defined method. (??)

    
yield
 
e
                      
# Yield to the block.

    
q
.
push
 
e
                     
# Add the block to the array.

    
while
 
not
 
q
.
empty?
           
# This could be made much more Ruby-like.

       
u
 
=
 
q
.
shift

       
u
.
edge_iterator
 
do
 
|
v
|

          
if
 
not
 
v
.
marked?
       
# 'marked?' is a user-defined method.

             
v
.
mark

             
yield
 
v

             
q
.
push
 
v

          
end

       
end

    
end

 
end

 
bfs
(
e
)
 
{
|
v
|
 
puts
 
v
}

```

ایجاد حلقه بر روی آرایه‌ها و enumorationها با استفاده از بلوکها:
```
 
a
 
=
 
[
1
,
 
'hi'
,
 
3
.
14
]

 
a
.
each
 
{
|
item
|
 
puts
 
item
}
                         
# Prints each element

 
(
3
..
6
)
.
each
 
{
|
num
|
 
puts
 
num
}
                      
# Prints the numbers 3 through 6

 
[
1
,
3
,
5
].
inject
(
0
)
 
{
|
sum
,
 
element
|
 
sum
 
+
 
element
}
  
# Prints 9 (you can pass both a parameter and a block)

```

بلوک‌ها با بسیاری از متدهای داخلی روبی کار می‌کنند:
```
 
File
.
open
(
'file.txt'
,
 
'w+b'
)
 
do
 
|
file
|

    
file
.
puts
 
'Wrote some text.'

 
end
                             
# File is automatically closed here

```

یا:
```
 
File
.
readlines
(
'file.txt'
)
.
each
 
do
 
|
line
|

    
# Process each line, here.

 
end

```

استفاده از یک enumoration و یک بلوک برای جذر گرفتن اعداد ۱ تا ۱۰:
```
 
(
1
..
10
)
.
collect
 
{
|
x
|
 
x
*
x
}
    
=>
 
[
1
,
 
4
,
 
9
,
 
16
,
 
25
,
 
36
,
 
49
,
 
64
,
 
81
,
 
100
]

```

### کلاسها
کد زیر یک کلاس بنام Person را تعریف می‌کند.
```
 
class
 
Person

   
def
 
initialize
(
name
,
 
age
)

     
@name
,
 
@age
 
=
 
name
,
 
age

   
end

   
def
 
<=>
(
person
)

     
@age
 
<=>
 
person
.
age

   
end

   
def
 
to_s

     
"
#{
@name
}
 (
#{
@age
}
)"

   
end

   
attr_reader
 
:name
,
 
:age

 
end

 
group
 
=
 
[
 
Person
.
new
(
"John"
,
 
20
),

           
Person
.
new
(
"Markus"
,
 
63
),

           
Person
.
new
(
"Ash"
,
 
16
)

         
]

 
puts
 
group
.
sort
.
reverse

```

کد بالا سه نام را بر حسب سن از زیاد به کم چاپ می‌کند:
```
 
Markus
 
(
63
)

 
John
 
(
20
)

 
Ash
 
(
16
)

```

### استثناها
یک استثنا (exception) توسط اعلان raise ایجاد می‌شود:
```
 
raise

```

یک پیام اختیاری می‌تواند به استثناء اضافه شود:
```
 
raise
 
"This is a message"

```

شما همچنین می‌توانید تعیین کنید که چه نوعی از استثناء را می‌خواهید ایجاد کنید:
```
 
raise
 
ArgumentError
,
 
"Illegal arguments!"

```

استثناها توسط rescue کنترل می‌شوند. این عنوان می‌تواند استثناهایی را که از StandardError مشتق می‌شوند بگیرد:
```
 
begin

   
# Do something

 
rescue

   
# Handle exception

 
end

```

توجه داشته باشید که تلاش برای گرفتن تمام استثناها توسط یک rescue یک اشتباه معمول است و برای گرفتن تمام استثناها باید به صورت زیر عمل کرد:
```
   
begin

    
# Do something

  
rescue
 
Exception

    
# Handle exception

  
end

```

یا یک استثنای به‌خصوص:
```
 
begin

   
# ...

 
rescue
 
RuntimeError

   
# handling

 
end

```

و نهایتاً امکان آن وجود دارد که تعیین کرد شی استثناء برای عنوان کنترل‌کننده مهیا شود:
```
 
begin

   
# ...

 
rescue
 
RuntimeError
 
=>
 
e

   
# handling, possibly involving e

 
end

```

همچنین آخرین استثناء در یک متغیر جهانی به صورت !$ ذخیره می‌شود.

## پیاده‌سازی‌ها
روبی دو پیاده‌سازی اصلی دارید: مفسر رسمی روبی که بیشتر مورد استفاده قرار می‌گیرد، و JRuby که یک پیاده‌سازی براساس جاوا است.

### سیستم‌عامل‌ها
روبی برای سیستم‌عامل‌های زیر ارائه می‌شود:
- بیشتر انواع یونیکس
- لینوکس
- داس (رایانه)
- ویندوز ۹۵/۹۸/اکس‌پی/ان‌تی/۲۰۰۰/ویستا/۷
- مکینتاش OSX
- بی اواس
- آمیگا
- مورف اواس
- Acron RISC OS
- اواس/۲
- هجا

پیاده‌سازی‌های دیگر نیز ممکن است وجود داشته باشد.

### اجازه‌نامه
مفسر روبی و کتابخانه‌های آن تحت مجوز دوگانه آزاد و باز متن GPL و اجازه‌نامه روبی منتشر شده‌است.